# Wild- & Erlebnispark Daun
Koordinaten: 50° 10′ 52,4″ N, 6° 48′ 21,9″ O
Der Wild- & Erlebnispark Daun (ehemals Hirsch- und Saupark genannt) ist ein Wild-, Safari- und Freizeitpark nahe Daun im Landkreis Vulkaneifel (Rheinland-Pfalz). Der Park ist einer von vier Wildparks der Deutschen Wildstraße.

## Geographische Lage
Der in der Vulkaneifel gelegene Park liegt unweit südlich des westlichen Dauner Stadtteils Pützborn und erstreckt sich insbesondere am Wendelsberg (514,8 m ü. NN). Zu erreichen ist er über Nebenstraßen der B 257.

## Parkbesuch
Besucher des Wildparks fahren mit dem eigenen Auto auf einer fast 9 Kilometer langen Naturstraße durch das 220 Hektar große Wald- und Wiesengelände, wie in einem Safaripark. Es gibt viele Möglichkeiten zum Aussteigen und einige Beobachtungstribünen. Die Tiere sind größtenteils nicht eingesperrt, so dass man mit etwas Glück, ohne Trennung durch einen Zaun, nur einen Meter vor einem Esel oder einem Hirsch stehen kann, um sie mit Wildfutter zu füttern. Im Wildschweingehege ist das Aussteigen verboten.

## Tiere

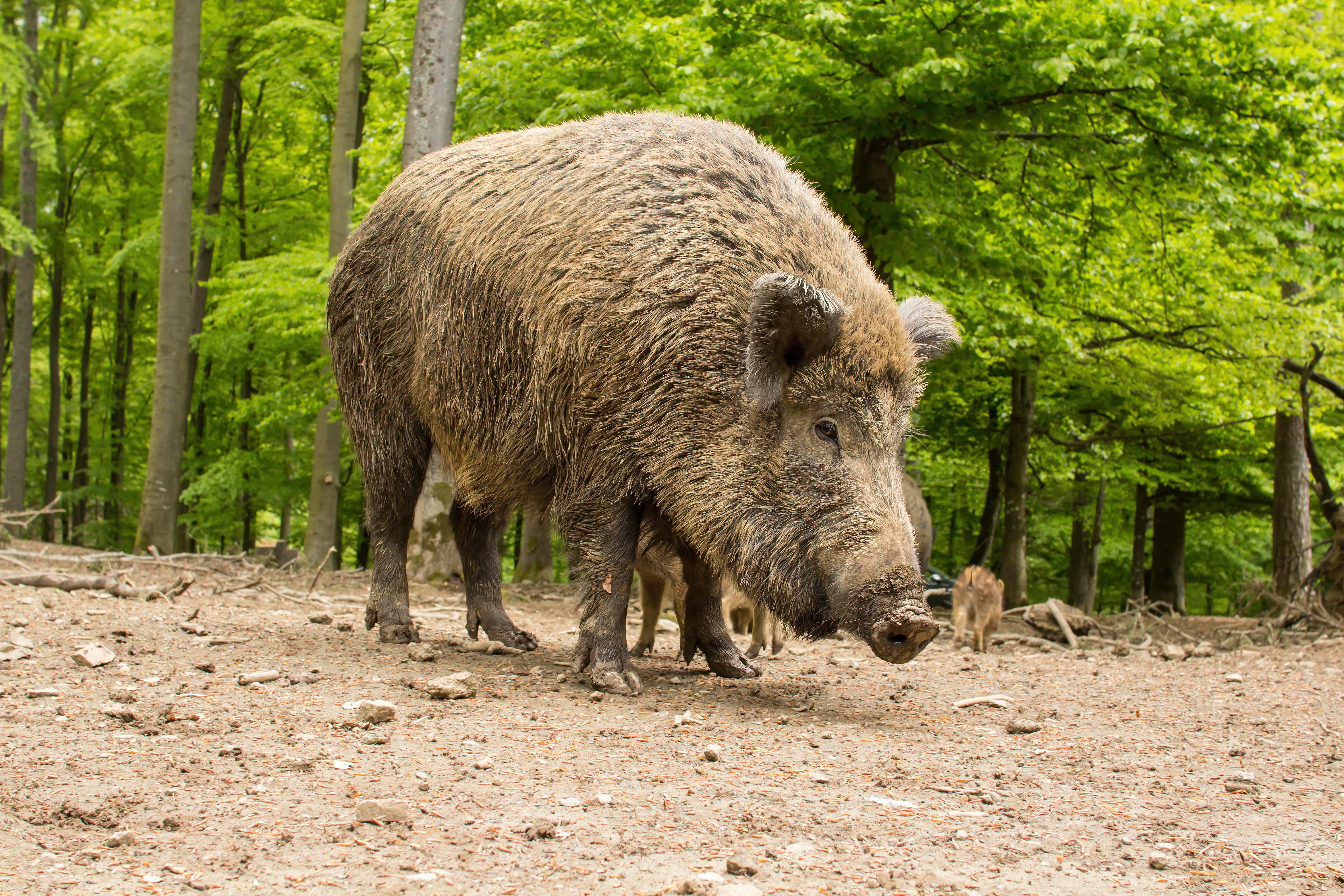
Wildschwein

Ursprünglich gab es im Wildpark Daun das in der Eifel heimische Wild zu beobachten, zum Beispiel Rotwild, Damwild oder Wildschweine.
Später wurde der Park um weitere Arten erweitert, darunter Sikahirsche, Wildpferde, Yaks und Europäische Mufflons.
Seit 1998 gibt es ein Freigehege für Berberaffen, die ursprünglich aus Gibraltar stammen. 30 Stück bekam der Park als Grundstock. Mittlerweile sind es eine ganze Menge mehr. Durch das Affengehege kann man nicht mit dem Auto fahren. Vor dem abgetrennten Waldstück gibt es einen Parkplatz. Man geht auf einem Rundweg durch das Gehege.
Im Wildpark gibt es seit einigen Jahren ein Kleintiergehege sowie eine Falknerei mit Greifvogelschau.
Auch verschiedene Exoten gehören zum Bestand, z. B. Nasenbären, Erdmännchen, Polarfüchse, Bennett-Kängurus, Östliche Graue Riesenkängurus oder Emus.
Seit 2022 gibt es ein kleines Exotenhaus mit verschiedenen kleinen Primatenarten.

## Besuchereinrichtungen
Zum Wildpark Daun gehören eine 800 Meter lange Sommerrodelbahn, ein Spielplatz und mehrere Grillplätze.